# Oko (opowieść)
Oko (ros. Соглядатай) – rosyjska powieść Vladimira Nabokova, opublikowana w 1930 w Berlinie pod pseudonimem W. Sirin.
Utwór podejmuje temat rozpadu tożsamości. Pojawia się w nim charakterystyczny dla Nabokova motyw istnienia dwóch równoległych światów. Bohater opowieści, po doznanym upokorzeniu, podejmuje próbę samobójczą. Gdy budzi się w szpitalu, uznaje, że próba była udana, a wszystko co dzieje się dalej jest tylko halucynacją nie potrafiącego się zgodzić na śmierć umysłu.

## Powstanie i publikacja utworu
- koniec 1929 – styczeń 1930 – Nabokov napisał Oko.
- 27 lutego 1930 – Nabokov przeczytał początek opowieści w Berlinie w Café Schmidt na spotkaniu zorganizowanym przez Związek Pisarzy Rosyjskich.
- 12 października 1930 – fragment utworu ukazał się w paryskim dzienniku emigracyjnym "Poslednije nowosti".
- listopad 1930 – Oko ukazało się w 44 numerze czasopisma emigracyjnego "Sowriemiennyje zapiski".
- październik 1938 – utwór ukazał się w postaci książkowej, w tomie Sogladataj, w którym znajdowało się również dwanaście innych opowiadań.
- styczeń–marzec 1965 – "Playboy" wydrukował w odcinkach angielski przekład utworu (pt. The Eye). Autorem tłumaczenia był syn autora, Dmitri Nabokov; ojciec nadzorował prace translatorskie oraz wprowadzał poprawki i nanosił zmiany w treści utworu.
- październik 1965 – angielski przekład Oka ukazał się w postaci książkowej w nowojorskim wydawnictwie Phadera.
- wrzesień 1966 – powieść została wydana w Wielkiej Brytanii nakładem wydawnictwa Weidenfeld and Nicolson[1].
- polski przekład powieści, dokonany przez Annę Kołyszko na podstawie tekstu angielskiego, ukazał się w 1994 w wydawnictwie "Atext".

## Treść
Akcja utworu rozgrywa się około 1924 – 1925 roku  w Berlinie. Bohaterem jest rosyjski emigrant, pracujący jako guwerner. Nawiązuje on romans z zamężną kobietą, Matyldą. Romans ten zaczyna wkrótce go nudzić, szczególnie nużą go opowieści Matyldy o jej chorobliwie zazdrosnym mężu. Niemniej bohater nie zrywa z kochanką – jest ona jedną z niewielu osób, z którymi utrzymuje kontakt w Berlinie. 
Pewnego dnia, kiedy bohater opiekuje się swoimi uczniami, otrzymuje tajemniczy telefon. W słuchawce nieznany męski głos zapowiada swoje rychłe przybycie. Rzeczywiście niedługo potem rozlega się dzwonek do drzwi i pojawia się zdenerwowany mąż Matyldy, Kaszmarin. Wściekły rzuca się na bohatera i bije go na oczach jego uczniów. Bohater nawet nie próbuje się bronić. Po wyjściu mężczyzny, upokorzony swoim tchórzostwem postanawia popełnić samobójstwo. Strzela sobie w serce.
Bohater jest przekonany, że nie żyje, a dalsze wydarzenia interpretuje jako pośmiertne majaki jego mózgu, który nie chcąc się zgodzić na śmierć "wymyśla" alternatywną wersję rzeczywistości, w której próba samobójcza nie powiodła się. Zyskuje przekonanie, że istnieje we własnej pośmiertnej halucynacji. W halucynacji tej przebywa w szpitalu, a po powrocie do zdrowia wynajmuje mieszkanie na ulicy Pawiej 5. Przez swojego znajomego, księgarza Weinstocka poznaje mieszkającą w tym domu rodzinę: siostry Eugenię i Wanię (która szczególnie mu się podoba), męża Eugenii – Chruszczowa, mieszkającą z nimi Mariannę oraz znajomych rodziny – Romana Bogdanowicza, Muchina i nowego w towarzystwie Smurowa. Intryguje go szczególnie Smurow, pracujący na co dzień w księgarni Weinstocka, chlubiący się awanturniczą przeszłością białogwardzisty. Bohater podejrzewa, że Smurow jest lub będzie obiektem uczuć Wani. Pewnego wieczoru Smurow opowiada historię o tym, jak w czasie rewolucji w Jałcie został zatrzymany przez komunistów i cudem ocalił życie, uciekając na dworzec kolejowy. Muchin demaskuje Smurowa jako kłamcę, dowodząc, że w Jałcie nie ma żadnego dworca kolejowego. Z kolei Weinstock, spirytysta, żyjący obsesyjną myślą o istnieniu tajemniczej rosyjskiej grupy spiskowej mającej go na swojej "czarnej liście", podejrzewa, że Smurow jest szpiegiem tej właśnie organizacji. Bohater coraz bardziej obsesyjnie interesuje się postacią Smurowa, szczególnie dręczy go pytanie czy Wania jest w nim zakochana. Jednak podczas jednego ze spotkań towarzyskich okazuje się, że Wania od dawna i z wzajemnością jest zakochana w Muchinie. Bohater jednak nadal próbuje dowiedzieć się więcej o Smurowie, a co więcej, o tym jak widzą go inni, w tym celu kradnie list, który Bogdan Romanowicz pisze do swojego przyjaciela, pragnąc z tego listu poznać opinię autora o Smurowie. W liście tym czyta, że Smurow jest drobnym złodziejaszkiem, podkradającym przyjaciołom pieniądze i przedmioty oraz że ma opinię "seksualnego lewaka". Smurow rozmawia z Chruszczowem, próbując zmienić jego opinię o sobie. Ponieważ Smurow zna treść listu, który przeczytał bohater można się zorientować, że w rzeczywistości bohater i Smurow to w rzeczywistości ta sama osoba. Smurow-bohater wyznaje miłość Wanii, jednak zostaje odrzucony. Niedługo potem idąc ulicą spotyka Kaszmarina, który przeprasza go za to, że niegdyś go pobił i informuje go, że rozwiódł się z Matyldą. Oferuje też załatwić Smurowowi-bohaterowie dużo lepszą posadę w ramach zadośćuczynienia. 
Opowieść kończy się szaleńczym monologiem bohatera, który przyznaje się do braku trwałej tożsamości i określa swoje cele życiowe jako szpiegowanie innych, bycie gigantycznym okiem. 

## Tytuł
Rosyjski tytuł powieści brzmi Sogladataj – dawne wojskowe określenie szpiega lub szpicla. Wybierając tytuł dla przekładu angielskiego Nabokov nie potrafił znaleźć dokładnego odpowiednika tego słowa, zastanawiał się więc nad słowami "emisariusz" lub "gladiator". Zdecydował się w końcu na tytuł The Eye ("oko"). . Angielskie słowo "eye" wymawiane jest tak samo jak "I" ("ja"), odwołuje się więc do problemu tożsamości i pragnienia bohatera, który w końcowej partii utworu identyfikuje szczęście z byciem obserwującym, szpiegującym innych okiem. Ponadto "eye" łączy się z angielskim wyrażeniem określającym prywatnego detektywa ("private eye"), a więc kogoś w rodzaju wynajętego szpicla. Słowo "eye" wymawia się również tak samo jak ostatnią sylabę rosyjskiego tytułu opowieści.

## Nawiązania
- Postać o nazwisku Smurow występuje również w zawierającej wiele wątków homoseksualnych powieści Michaiła Kuzmina Skrzydła. Smurow z Oka jest podejrzewany o skłonności homoseksualne przez Bogdana Romanowicza.
- Motyw sobowtóra nawiązuje do utworu Nos Nikołaja Gogola i Sobowtóra Fiodora Dostojewskiego. Do Nosa nawiązuje też sama sytuacja bohatera, który rozpada się na dwoje po przeżytym upokorzeniu[4].